# Lỗ Dã
Lỗ Dã (chữ Hán: 魯野, trị vì 542 TCN), tên thật là Cơ Dã (姬野), là vị vua thứ 24 của nước Lỗ - chư hầu nhà Chu trong lịch sử Trung Quốc.
Cơ Dã con trai của Lỗ Tương công, vua thứ 23 của nước Lỗ, mẹ là Kính Quy. Ngày 28 tháng 6 năm 542 TCN, Lỗ Tương công qua đời, người nước Lỗ lập Cơ Dã lên nối ngôi.
Tuy nhiên chủ làm vua có ba tháng, Cơ Dã cũng lâm bệnh qua đời. Người nước Lỗ lập con trai thứ của Lỗ Tương công với Tề Quy (em Kính Quy) là Cơ Trù nối ngôi, tức là Lỗ Chiêu công.